# Zatu
Saturnino Rey García (Sevilla, Andalucía, 16 de mayo de 1977), más conocido como «Zatu», es un rapero español, integrante, junto con el DJ Acción Sánchez, del grupo SFDK.

## Biografía
Originario del barrio sevillano de Pino Montano, lugar marcado por la precariedad económica y los problemas sociales durante los años 80 y 90; donde se crio junto a su abuela y bisabuela tras la separación de sus padres,situación que influyó profundamente en su música, caracterizada por letras reivindicativas y un fuerte compromiso social. Descubrió el hip hop a los 13 años y desde entonces lo convirtió en su forma de expresión artística y personal.

«Yo canto a mi barrio, a las clases obreras, a la pobreza y a las situaciones duras que atravesamos en la vida».

Con apenas 18 años, ya estaba rapeando profesionalmente y ganándose el reconocimiento en el panorama underground de su ciudad natal. Sin embargo, en su infancia también soñaba con ser atleta o incluso militar, aunque finalmente se dedicó por completo a la música.

## Carrera artística

### SFDK
El grupo se creó a principios de la década de los 90, en el instituto donde estudiaba Zatu, que con un par de amigos formaron lo que empezó a ser SFDK (Straight From Da Kranny), que viene a ser algo así como Directamente desde el rincón o escondrijo, por el sitio en el que paraban en el instituto. Con uno de estos compañeros, Zatu llega a grabar una maqueta titulada Outta kranny (1993).
En 1994 entra en el grupo Acción Sánchez y graban otra maqueta (Tras mil vueltas, 1995) con la que empiezan a hacer algunos conciertos por su ciudad, e incluso venden algunas maquetas en Andalucía. Después transforman el nombre del grupo en Siempre Fuertes De Konciencia. Así se quedan en el grupo Zatu y Acción Sánchez que cuentan con la ayuda de un colega en la producción musical para grabar una tercera maqueta (Esto va en serio, 1996), que salió serigrafiada. La pusieron a la venta por toda España llegando a vender unas 800 copias y actuando por primera vez fuera de Andalucía, en sitios como Alicante o Barcelona.
En 1996 hacía dos años que se estrenaba el mercado discográfico de música hip hop en España, con la salida al mercado Zona Bruta el primer LP del grupo CPV.
En 1997 se crea el primer sello discográfico especializado en rap en Sevilla, Zero por ciento. Y este se estrena con la salida al mercado del sencillo «Llámalo como lo quieras» (1997), primero en formato profesional del grupo, con el que llaman la atención de Zona Bruta, que les propone un contrato discográfico y la grabación del primer LP del grupo Siempre Fuertes (1999).
Hacen algunos conciertos más y preparan un segundo LP (Desde los chiqueros, 2000) y hacen otra buena tanda de conciertos llegando a visitar Portugal y Francia. En 2003 editan 2001 Odisea en el lodo y entran en las filas de Wild Punk,.agencia de mánager andaluza, y tras vender unas 12.000 copias comienzan una extensa gira por toda la península y también en México, Chile, y Los Ángeles, en el festival de música latina Latin Alternative Music Conference (LAMC).
En 2004 tras atravesar una etapa de crisis con su compañía de discos, deciden marcharse y emprender la marcha en solitario, autoproduciendose y creando su propia compañía de discos SFDK Records. Autoproducen su maxi (Después de..) que se convierte al poco de salir en el maxi más vendido de la historia del hip hop en España, con unas 10.000 copias, y con su siguiente trabajo SFDK (2005) llegan a ser disco de oro vendiendo 40.000 copias. Realizan otra extensa gira por España, vuelven a visitar Chile, y se embarcan en la producción de otros grupos además del suyo propio, así entran en SFDK Records Jesuly, El Límite, y Puto Largo (Dogma Crew).
A finales de 2006 publican un maxisencillo de adelanto de su nuevo LP, que consiste en tres temas inéditos y lleva por nombre Original Rap y que acaba convirtiéndose en maxi de oro al sobrepasar las 10.000 copias.
El 21 de marzo de 2007 sale a la luz su.quinto álbum Los Veteranos, un disco en el que casi no cuentan con ninguna colaboración y con el que venden unas 30.000 copias.
En las navidades de 2007, se publicó el DVD The Blackbook, con imágenes inéditas del grupo, documentos fotográficos que abarcan desde 1993 y donde se cuenta toda la historia del grupo.
A finales de 2009 salió el sexto álbum llamado Siempre Fuertes 2.
En 2010 salió una mixtape llamada Tesoros y Caras B, con temas inéditos y remixes, y el libro Curriculum Vitae que contiene su discografía e imágenes exclusivas.
Durante un tiempo presentó el programa Yo Mtv Raps! junto con otros raperos españoles.

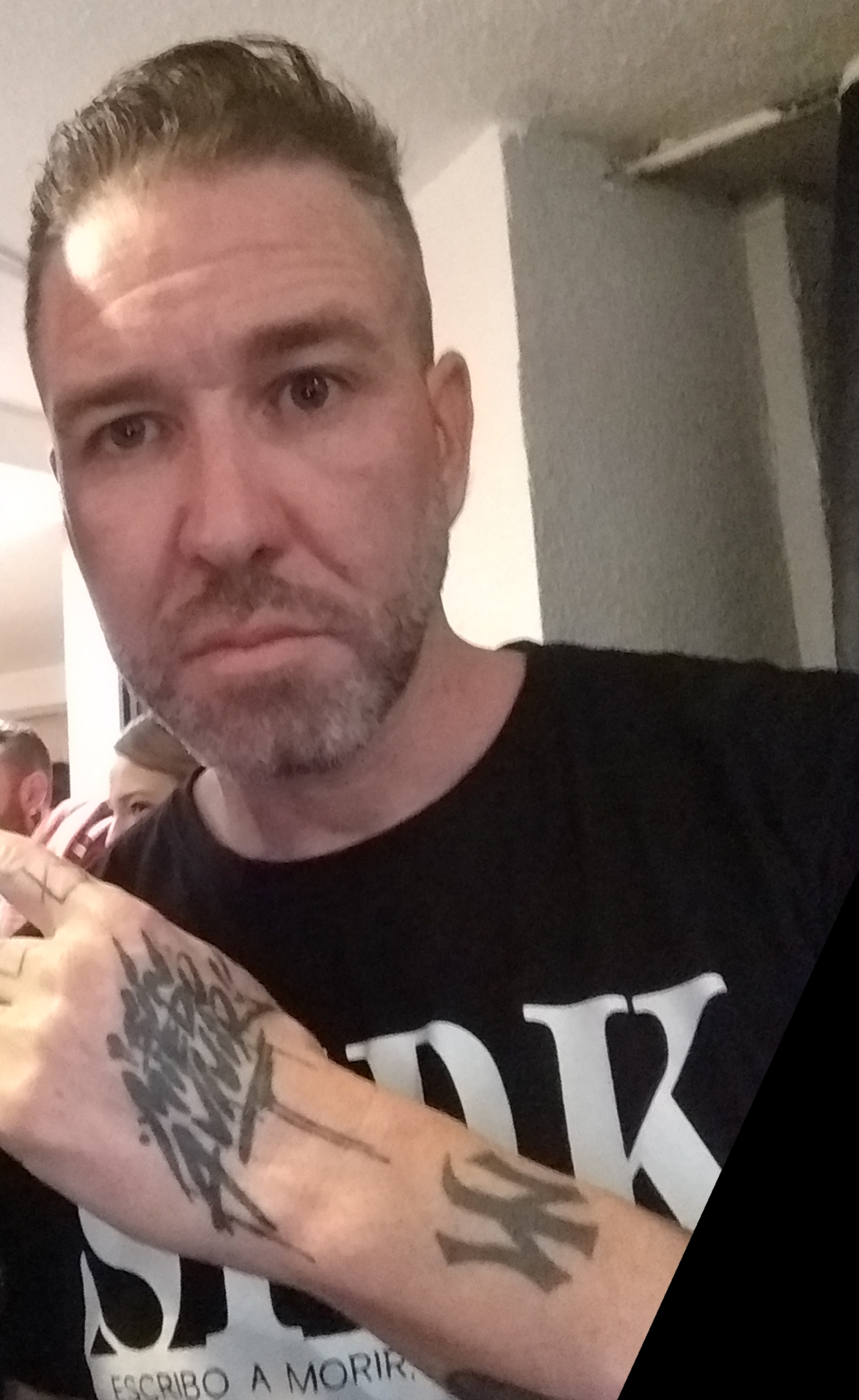
Zatu en 2018

El 13 de diciembre de 2011 editó junto a Acción Sánchez, el doble LP Lista de invitados, donde cada disco pertenece a uno de los dos miembros del grupo, junto a otros artistas invitados a modo de colaboradores.
El 16 de diciembre de 2014 lanzan su séptimo álbum de estudio titulado Sin miedo a vivir, y el 2 de marzo de 2018 el octavo titulado Redención.
El 16 de marzo de 2019, en la explanada del Monasterio de la Cartuja, ofrecieron un concierto para conmemorar su 25 aniversario como grupo ante 18.000 personas.
En marzo de 2022 lanzan un maxisingle de cuatro canciones titulado Cardioempatía.
El 10 de marzo de 2023 lanzan su noveno disco Inkebrantable anunciando además nueva gira por España.

### 995
En 2001 se unió al colectivo musical 995, integrado además por El Chojin, Kraze Negroze, Meko, Zénit y Pacool, con el que colaboró en la edición de los LP 995 (2001) y 995 II (2002), antes de la separación y posterior cambio en la filosofía del grupo, apareciendo por último en 995 IV (2004).

### Mala Juntera
En enero de 2012 se confirma que, junto a Capaz, Acción Sánchez y Hazhe, formará el grupo Mala Juntera, y el 5 de marzo de 2013 publicaron el álbum Cracks.

### Crew Cuervos
A finales de 2011, se confirma como nuevo miembro del colectivo Crew Cuervos.

### Red Bull Batalla de los Gallos
En 2005, bajo el seudónimo «El Niño Güey», ganó la Red Bull Batalla de los Gallos de  España, aunque no pudo asistir a la final internacional celebrada en Puerto Rico debido a compromisos profesionales. En esta misma competencia ha ganado cinco ganadas (contra Weleló, Noult, Seísmo, Bha y Ehler Danloss) y ninguna derrota.
En 2008, fue juez de la final nacional española de la Red Bull, competición entre los dieciséis mejores improvisadores de ese año. La final fue entre Invert y El Piezas, ganada por este último tras réplica.
En la Red Bull del 2009 fue como cantante invitado en un descanso y en 2014, 2015 y 2016 participó como jurado en la final.

## Otros proyectos
En 2013, junto a Acción Sánchez creó el proyecto Sánchez y Gretel, una propuesta que combina la música con monólogos y anécdotas humorísticas e interacción directa con el público.
También ha explorado otros campos artísticos. Participó en un capítulo de la serie web Malviviendo, aunque confesó sentir vergüenza al actuar en un papel que no reflejaba su verdadera personalidad.

### Libros
En diciembre de 2013 salió a la venta Yo-Zatu y mi Severa Fractura De Kraneo, un libro escrito por el mismo en el que recopila, a petición de sus seguidores de Twitter, un gran número de historias y anécdotas vividas a lo largo de su carrera musical y de su vida personal y reflexiones.
En diciembre de 2019 lanza su segundo libro titulado Sinfonía Frenética Del Kaos, en la línea de su anterior libro.

## Discografía
Con SFDK
Con 995
- 995 (LP) (Yeah Niggis, 2001)
- 995 II (LP) (Boa Music, 2002)
- 995 VI (2004)

### Colaboraciones

#### En solitario
- Ose Pese A Quien Le Pese yOSEeguiré Fuerte (1998)
- La Gota que Colma "Algo para escuchar" (Mordiendo el micro, 1998)
- La alta escuela "Espectáculo en la cancha" (En pie de vuelo, 1998)
- Pacool "69 Studio: El Plan Perfecto" (2000)
- La Trama "Disfruten del Show" (2000)
- Nach "Compite" (En La Brevedad De Los Días, 2000)
- Frank-T "90 Kg" (2001)
- Tote King "Big King XXL" (2001)
- Dogma Crew "Ya Están Aquí" (2001)
- Zonah "Tiempo De Perros" (2003)
- DJ Zeth "40 MC's y Un DJ" ((2003)
- Jefe de la M "Vinieóron a retarme" (Entra El Dragón, 2003)
- De Lo Simple "Conexn Guadalajara-Sevilla (con Puto Largo)" (2003)
- Acción Sánchez "Terror en la Ciudad Vol. 1" (Exclusivo, 2004)
- Meko "Paco Rap" (Zona De Guerra, 2004)
- R de Rumba "Sábado noche (R De Rumba, 2004)
- Acción Sánchez "Creador Series Vol. 1" (Por lo que pueda Pasar, 2004)
- Hijo Pródigo "El Demonio Se Escon Detrás De Una Persona Buena" (2004)
- 995 "Kompetición " (2004)
- Juaninacka "Caleidoscopio" (2004)
- Shotta "ke pintas tú akí" (La Selva, 2004)
- H Mafia "Moraleja" (Sevillan History H, 2005)
- Jesuly "Tratos" (De Oro, 2006)
- H Mafia "El Amor" (Barrabás, 2008)
- All Day Green "Anticopy" (Anticopy, 2008)
- El Límite "Sofoco" (Vida en Crisis, 2008)
- Aisho "Dame1minuto" (Dame1minuto, 2008)
- DJ Down "Trabajos Manuales 2 - Recorta, Pega Y Colorea" (Zatu Freestyle, 2009)
- DM Sound "Barbass Players" (Phantom Remix, 2009)
- The Louk "Caso Omiso' El poder de la voz" (2009)
- Demo Mc "20 Veinte" (Limpio Y Fresco, 2009)
- Unomasuno "R.A.P." (¿Quién si no?, 2009)
- Barbass Sound "Tu tienes miedo" (Barbass Players- La mixtape, 2009)
- Aisho "Dame1minuto Vol.2" (Condenados, 2010)
- Prome "Enchufa esta mierda"(Ponte a huevo, 2010)
- Triple XXX "El sound del Sur"(4 Life, 2010)
- Juan Profundo "El Dinero Fácil" (A lo Perruno, 2010)
- Ose "Yo se qué" (Exit Us, 2011)
- El Límite "Hablo Alcohol, Bebo Hip-Hop" (Hablo Alcohol, Bebo Hip-Hop, 2011)
- One Shot "Mastica" (Tema Inédito, 2011)
- Nueva Era (rap) "Ernesto El Fresco" (El Génesis, 2011)
- El Chojin "Rap vs Racismo" (El ataque de los que observan, 2011)
- El Piezas "Reverse" (Mal Ejemplo, 2011)
- Jonko y Arkano "Pasado presente y futuro" (La voz de la sospecha, 2013)
- Los Chikos del Maíz "Sin perdón" (Comanchería, 2019)
- Little Pepe "A mi manera" (El real one love, 2019)
- ZOO "Sereno" (Llepolies, 2021)

## Publicaciones
- Yo, Zatu Y Mi Severa Fractura De Kráneo, (2013, BOA)
- Sinfonía Frenética del Kaos, (2019, BOA)
- 9 Meses en el Paraíso, (2022, Samarcanda)